# Уэст-Пенсакола (Флорида)
Уэст-Пенсакола (англ. West Pensacola) — статистически обособленная местность, расположенная в округе Эскамбия (штат Флорида, США) с населением в 21 939 человек по статистическим данным переписи 2000 года.

## География
По данным Бюро переписи населения США статистически обособленная местность Уэст-Пенсакола имеет общую площадь в 19,42 квадратных километров, из которых 19,17 кв. километров занимает земля и 0,26 кв. километров — вода. Площадь водных ресурсов округа составляет 1,34 % от всей его площади.
Статистически обособленная местность Уэст-Пенсакола расположена на высоте 27 м над уровнем моря.

## Демография
| Год переписи        | Нас.  |  | %±    |
| ------------------- | ----- |  | ----- |
| 1970                | 20924 |  | —     |
| 1980                | 24371 |  | 16,5% |
| 1990                | 22107 |  | −9,3% |
| 2000                | 21939 |  | −0,8% |
| 1970–2000 Источник: |       |  |       |

По данным переписи населения 2000 года в Уэст-Пенсакола проживало 21 939 человек, 5502 семьи, насчитывалось 8818 домашних хозяйств и 9886 жилых домов. Средняя плотность населения составляла около 1129,71 человек на один квадратный километр. Расовый состав населённого пункта распределился следующим образом: 58,06 % белых, 33,69 % — чёрных или афроамериканцев, 1,24 % — коренных американцев, 3,40 % — азиатов, 0,19 % — выходцев с тихоокеанских островов, 2,68 % — представителей смешанных рас, 0,75 % — других народностей. Испаноговорящие составили 2,60 % от всех жителей статистически обособленной местности.
Из 8818 домашних хозяйств в 30,0 % воспитывали детей в возрасте до 18 лет, 35,0 % представляли собой совместно проживающие супружеские пары, в 22,0 % семей женщины проживали без мужей, 37,6 % не имели семей. 30,7 % от общего числа семей на момент переписи жили самостоятельно, при этом 11,0 % составили одинокие пожилые люди в возрасте 65 лет и старше. Средний размер домашнего хозяйства составил 2,47 человек, а средний размер семьи — 3,08 человек.
Население статистически обособленной местности по возрастному диапазону по данным переписи 2000 года распределилось следующим образом: 27,8 % — жители младше 18 лет, 10,1 % — между 18 и 24 годами, 28,5 % — от 25 до 44 лет, 20,5 % — от 45 до 64 лет и 13,1 % — в возрасте 65 лет и старше. Средний возраст жителей составил 34 года. На каждые 100 женщин в Уэст-Пенсакола приходилось 91,2 мужчин, при этом на каждые сто женщин 18 лет и старше приходилось 87,1 мужчин также старше 18 лет.
Средний доход на одно домашнее хозяйство статистически обособленной местности составил 23 962 доллара США, а средний доход на одну семью — 29 045 долларов. При этом мужчины имели средний доход в 24 036 долларов США в год против 17 945 долларов среднегодового дохода у женщин. Доход на душу населения статистически обособленной местности составил 23 962 доллара в год. 20,9 % от всего числа семей в населённом пункте и 25,3 % от всей численности населения находилось на момент переписи населения за чертой бедности, при этом 38,7 % из них были моложе 18 лет и 13,9 % — в возрасте 65 лет и старше.